# Ruan Ji

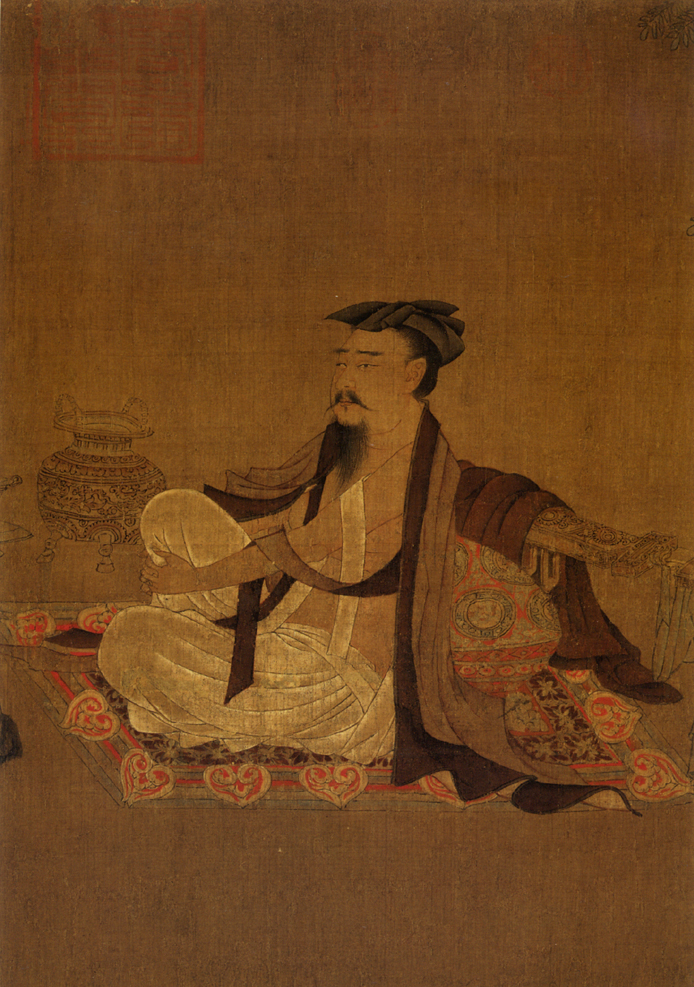
Ruan Ji oder ein Schüler

Ruan Ji 阮籍 (* 210; † 263) war ein chinesischer Poet aus dem Reich Wei, der in der Zeit der Drei Reiche wirkte. Nach dem Putsch durch Sima Yi musste er aus der Hauptstadt Luoyang fliehen. Ruan Ji war einer der Sieben Weisen vom Bambushain; zu dieser Gruppe zählte beispielsweise auch Xi Kang. Ruan Ji unterschied sich von diesem besonders darin, dass er lange Zeit als Eremit lebte und überzeugt dem Daoismus anhing, welcher zu dieser Zeit von hauptsächlich Wang Bi vertreten wurde, dessen Schüler er auch wurde. In seinen Gedichten entwarf er Bilder der Trauer und Vergänglichkeit.